# Na Balkanu
"Na Balkanu" je singl popularne pjevačice Nede Ukraden objavljen 10. ožujka 2011. godine na popularnom video pregledniku Youtube, a premijerno izveden 19. ožujka 2011. na solističkom koncertu u zagrebačkoj dvorani Dražen Petrović.

## O pjesmi
Singl "Na Balkanu" trebao je premijerno biti izveden na koncertu u Zagrebu, ali je refren pjesme procurio iz glazbenomg studija odmah po završetku snimanja te je objavljen na Youtube-u. Neda i njeni suradnici su se zato odlučili pjesmu objaviti devet dana ranije od zakazanog termina, prvo na popularnom video pregledniku, a potom je 11. ožujka pjesma izvedena tijekom Nedinog gostovanja u emisiji In Magazin na srpskoj televiziji Pink. Tekstopisac je Nedin dugogodišnji suradnik i klavijaturist Dušan Bačić koji potpisuje i dva velika Nedina hita "Da se nađemo na pola puta" i "Tetovaža" koja je urađena u suradnji s mladim hrvatskim pjevačem Ivanom Zakom.

## Koncert u KC Dražen Petrović
Koncert je organizirala diskografska kuća HitRecords na čelu s Miroslavom Rusom nekoliko mjeseci prije izdavanja singla "Na Balkanu", a sam singl trebao je biti poklon publici na koncertu i to u obliku iznenađenja, no pjesma je ipak procurila i došla do Nedinih fanova 10ak dana prije. Na koncert su došli, osim brojnih Zagrepčana, i ljudi iz ostalih dijelova Hrvatske kao i iz inozemstva. Nedine kolege koje su joj pružile potporu na koncertu su Ivan Zak i Danijel Banić iz glazbenog sastava Baruni.

## Video uradak
Kao i što sam naziv singla kaže, video spot urađen je "na Balkanu", odnosno u nekoliko balkanskih gradova. U spotu se isprepliću kadrovi snimani na sarajevskoj Baščaršiji, u bugarskom glavnom gradu Sofiji te na koncertu u Zagrebu gdje je singl i prvi put premjerno izveden.

## Uspjeh singla
Odmah nakon objave refrena, a potom i cijele pjesme, na Youtubu je zabilježeno sveukupno oko 800 000 pregleda u prvom tjednu nakon objave (broj se odnosi na zbroj pregleda svih linkova koji se odnose na traženi pojam "neda na balkanu").